# Алтијани
Алтијани (фр. Altiani) насеље је и општина у Француској у региону Корзика, у департману Горња Корзика која припада префектури Кор.
По подацима из 2011. године у општини је живело 66 становника, а густина насељености је износила 3,61 становника/km². Општина се простире на површини од 18,29 km². Налази се на средњој надморској висини од 618 метара (максималној 1.192 m, а минималној 159 m).

## Демографија
| 1962. | 1968. | 1975. | 1982. | 1990. | 1999. | 2011. |
| ----- | ----- | ----- | ----- | ----- | ----- | ----- |
| 104   | 126   | 126   | 100   | 90    | 95    | 66    |

График промене броја становника у току последњих година